# Сіренко Владислав Геннадійович
Владислав Геннадійович Сіренко — український професійний боксер, що виступає з 2017 року у важкій ваговій категорії. Срібний призер молодіжного чемпіонату Європи (2013), переможець Кубка України серед молоді (2013), бронзовий призер чемпіонату України (2014) в любителях. Серед професіоналів чемпіон за версією WBF International (2018) у важкій вазі.

## Любительська кар'єра
Боксом почав займатися в 10 років. У любителях Владислав провів більше 200 боїв.
У 2013 році став переможцем Кубка України серед молоді. І в серпні 2013 року в Роттердамі (Нідерланди) завоював срібну медаль на молодіжному чемпіонаті Європи, в фіналі програвши за очками росіянину Хожіакбару Мамакову.
У вересні 2014 року в рідному Києві, завоював бронзу на своєму першому дорослому чемпіонаті України 2014 року.
У червні 2015 року брав участь на I Європейських іграх в Баку, але в першому ж раунді змагань програв за очками (0:3) досвідченому грузинському боксеру Міхеілу Бахтідзе.
У квітні 2016 року виступив в лізі Світова серія боксу за команду «Українські отамани», але програв технічним нокаутом в 5-му раунді досвідченому британському боксеру Фрейзеру Кларку.

## Професійна кар'єра
Дебютний поєдинок відбувся 26 травня 2017 року. Владислав нокаутував в 1-му ж раунді конголезця Еммануеля Мненгі.
29 червня 2018 року Владислав Сіренко здобув восьму перемогу поспіль на професійному рингу, в Кейптауні (ПАР) технічним нокаутом в 1-му раунді перемігши конголезького боксера Найфе Дідьуо (6-3), і завоював вакантний титул чемпіона за версією WBF International у важкій вазі.

## Таблиця боїв
| №  | Результат | Статистика | Опонент                 | Тип | Раунд, час   | Дата              | Місце проведення                                    | Примітки                                                                                      |
| -- | --------- | ---------- | ----------------------- | --- | ------------ | ----------------- | --------------------------------------------------- | --------------------------------------------------------------------------------------------- |
| 22 | Перемога  | 22-0       | Брендон Кармак          | TKO | 4 (10), 0:27 | 1 жовтня 2024     | Texas Troubadour Theatre, Нашвіл, США               |                                                                                               |
| 21 | Перемога  | 21–0       | Кіт Барр                | TKO | 4 (6), 2:00  | 4 червня 2024     | Texas Troubadour Theatre, Нашвіл, США               |                                                                                               |
| 20 | Перемога  | 20–0       | Деон Ронні Хейл         | TKO | 3 (6), 1:41  | 2 квітня 2024     | Texas Troubadour Theatre, Нашвіл, США               |                                                                                               |
| 19 | Перемога  | 19–0       | Андрій Руденко          | TKO | 6 (10)       | 18 грудня 2021    | Льодова арена «Термінал», Бровари, Україна          | Захистив титул WBC–ABCO у важкій вазі; Здобув вакантний титул WBO Asia Pacific у важкій вазі. |
| 18 | Перемога  | 18–0       | Олександр Устінов       | KO  | 1 (10), 1:10 | 10 вересень 2021  | Stade Roland Garros, Париж, Франція                 | Захистив титул WBC–ABCO у важкій вазі.                                                        |
| 17 | Перемога  | 17–0       | Ньюфель Уата            | KO  | 4 (8), 0:50  | 12 червня 2021    | Експоцентр АККО Інтернешнл, Київ, Україна           |                                                                                               |
| 16 | Перемога  | 16–0       | Каміль Соколовський     | UD  | 8            | 6 березня 2021    | Експоцентр АККО Інтернешнл, Київ, Україна           |                                                                                               |
| 15 | Перемога  | 15–0       | Костянтин Довбищенко    | UD  | 10           | 13 грудня 2020    | Кіностудія імені Олександра Довженка, Київ, Україна | Здобув вакантний титул WBC–ABCO у важкій вазі.                                                |
| 14 | Перемога  | 14–0       | Павло Кроленко          | RTD | 4 (8), 3:00  | 1 серпня 2020     | Equides Club, Лісники, Україна                      |                                                                                               |
| 13 | Перемога  | 13–0       | Іван Ді Берардіно       | TKO | 1 (10), 2:59 | 11 жовтня 2019    | Palazzohalle, Карлсруе, Німеччина                   | Здобув титул EBP у важкій вазі.                                                               |
| 12 | Перемога  | 12–0       | Денис Бахтов            | TKO | 7 (8), 1:43  | 23 червня 2019    | Menlyn Time Square, Преторія, ПАР                   |                                                                                               |
| 11 | Перемога  | 11–0       | Леандро Даніель Робутті | KO  | 1 (10), 2:01 | 27 квітня 2019    | Palazzohalle, Карлсруе, Німеччина                   | Здобув вакантний титул German International у важкій вазі.                                    |
| 10 | Перемога  | 10–0       | Марсело Насіменто       | KO  | 3 (8), 1:16  | 15 грудня 2018    | Parkovy Convention Centre, Київ, Україна            |                                                                                               |
| 9  | Перемога  | 9–0        | Рокі Каленга            | TKO | 1 (8), 2:11  | 26 серпня 2018    | Преторія, Гаутенг, ПАР                              |                                                                                               |
| 8  | Перемога  | 8–0        | Найф Дідьуо             | TKO | 1 (10), 0:57 | 29 червень 2018   | Кейптаун, Західно-Капська провінція, ПАР            | Здобув вакантний титул чемпіона за версією WBF International у важкій вазі.                   |
| 7  | Перемога  | 7–0        | Алік Гогода             | TKO | 1 (6)        | 25 травня 2018    | Йоганнесбург, Гаутенг, ПАР                          |                                                                                               |
| 6  | Перемога  | 6–0        | Ласло Тот               | KO  | 1 (8), 2:30  | 16 березня 2018   | Відень, Австрія                                     |                                                                                               |
| 5  | Перемога  | 5–0        | Колле Мавхундуце        | KO  | 1 (4), 0:59  | 23 лютого 2018    | Фандербейлпарке, Гаутенг, ПАР                       |                                                                                               |
| 4  | Перемога  | 4–0        | Террелл Джамал Вудс     | UD  | 6            | 10 листопада 2017 | Х'юстон, Техас, США                                 |                                                                                               |
| 3  | Перемога  | 3–0        | Джані Кагура            | KO  | 1 (4), 0:20  | 23 червня 2017    | Кейптаун, Західно-Капська провінція, ПАР            |                                                                                               |
| 2  | Перемога  | 2–0        | Пето Капела             | TKO | 1 (4)        | 16 червня 2017    | Йоганнесбург, Гаутенг, ПАР                          |                                                                                               |
| 1  | Перемога  | 1–0        | Еммануель Мненгі        | KO  | 1 (4)        | 26 травня 2017    | Дурбан, Квазулу-Наталь, ПАР                         |                                                                                               |

## Див. Також
- BoxRec: Vladyslav Sirenko. boxrec.com. Архів оригіналу за 22 листопада 2018. Процитовано 21 лютого 2019.
- Проспекты. Владислав Сиренко. Факты о боксёре (rus) . Boxanalitika.ru. 28 мая 2018. Архів оригіналу за 17 лютого 2020. Процитовано 15.2.2019.